# Amadeo Bordiga

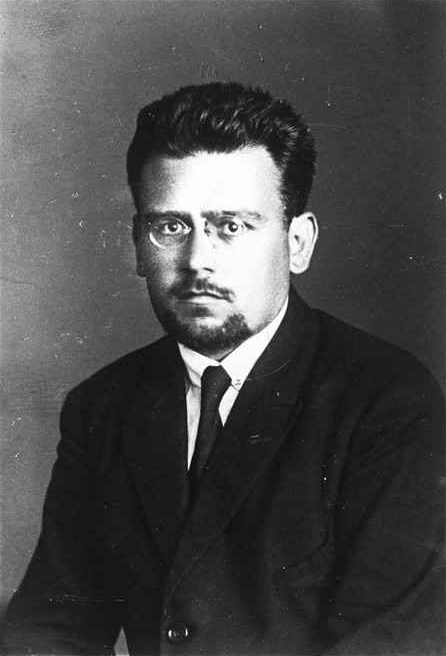
Amadeo Bordiga

Amadeo Bordiga (* 13. Juni 1889 in Resina (Provinz Neapel); † 23. Juli 1970 in Formia) war Gründer und erster Vorsitzender der Kommunistischen Partei Italiens.

## Leben
Im Alter von 18 Jahren las er im Gymnasium das „Kommunistische Manifest“ unter Anleitung seines Philosophielehrers. Er eignete sich nach und nach die marxistische Theorie an und verkehrte in den sozialistischen Kreisen Neapels. 1910 erfolgte die Aufnahme des Ingenieursstudiums in Neapel und der Eintritt in die Sozialistische Partei Italiens (PSI), der italienischen Sozialdemokratie. Bereits zwei Jahre später gründete er in Neapel den Circolo Carlo Marx („Karl-Marx-Kreis“), der sich gegen den Reformismus in der Partei stemmte. Er wurde Leiter der Zeitung L’Avanguardia, die sich vor allem gegen das italienische Militärabenteuer in Libyen einsetzte. Auf dem 1912 stattfindenden Kongress der PSI in Reggio nell’Emilia agierte er als Führer der „Revolutionären Jugend“.
1914 wandte er sich mit der Zeitung Il Socialista gegen die Kriegsbefürworter, wie gegen die offizielle neutralistische Haltung der PSI. Dann wurde er mit 27 Jahren 1916 zum Militär einberufen, kam jedoch nicht zum Fronteinsatz. Nach dem Ersten Weltkrieg erfolgte die Heirat mit Ortensia De Meo, mit der er später zwei Kinder hatte. Sie war eine kämpferische Sozialistin, die er schon aus dem Circolo Carlo Marx kannte. Im Dezember 1918 gründete er die Zeitung Il Soviet, die sehr bald zum Organ der kommunistischen Strömung in der PSI wurde und den Reformismus der Partei schärfstens kritisierte. Auf dem 15. Kongress der PSI verlangte er die Unterstützung der Thesen Lenins über die internationale Revolution und war Sprecher der Abstentionistischen Kommunistischen Fraktion.
1920 nahm Bordiga am 2. Kongress der Kommunistischen Internationale teil. Hier unterstützte er Lenins Politik der zentralistischen Führung innerhalb der kommunistischen Parteien und trug zur Ausarbeitung der 21 Leitsätze über die Bedingungen der Aufnahme in die Kommunistische Internationale bei. Er sprach sich gegen die Teilnahme der kommunistischen Parteien an den Wahlen innerhalb der industrialisierten Länder aus, weil dies der revolutionären Entwicklung eher hinderlich wäre. Im Oktober legte er das Manifest der „Kommunistischen Fraktion“ vor. An den Diskussionen um eine eventuelle Abspaltung von der PSI nahmen auch Antonio Gramsci und Umberto Terracini teil.
Im Januar auf dem Kongress der PSI 1921 in Livorno erklärte Bordiga die Unmöglichkeit der Zusammenarbeit zwischen den Revolutionären, den Reformisten und den Maximalisten. Die Kommunisten verließen das Gebäude und gründeten in einem anderen Lokal die Kommunistische Partei Italiens (KPI) als Sektion der Kommunistischen Internationale. Die Partei verlegte ihren Sitz nach Mailand und startete unter Bordigas Vorsitz ihre Aktivitäten. Bordiga schrieb nun in allen vier regelmäßig erscheinenden Zeitungen, Il Soviet, Il Comunista (dessen Leitung er übernimmt), L’Ordine Nuovo (unter Leitung von Antonio Gramsci) und dem theoretischen Organ Rassegna Comunista. Er vertrat unter anderem die Auffassung, dass die Kommunistische Internationale nicht Föderation nationaler Parteien, sondern einheitliche Weltpartei werden solle. Im Dezember nahm er auf dem Kongress der PCF in Marseille als Vertreter der Internationale teil.
Auf dem 4. Kongress der Kommunistischen Internationale Ende November 1922 vertrat Bordiga die Kommunistische Partei Italiens. Der faschistische Marsch auf Rom lag gerade zwei Wochen zurück. Im Frühjahr 1923 wurde er von der Polizei verhaftet und angeklagt wegen „Komplotts gegen den Staat“. Im Juni wurde die verhaftete Leitung der Partei durch Togliatti und Terracini ersetzt.
Nach Prozess und Gefängnisaufenthalt forderte im Dezember die Kommunistische Internationale Bordiga auf, wieder seinen Platz im Exekutivkomitee der Partei einzunehmen. Er lehnte ab mit der Begründung, dass er aus Disziplin dort Positionen vertreten müsse, die nicht die seinen seien, was ein Fehler gegenüber der Organisation wäre. Im Januar 1924 gab er in Neapel die Monatszeitschrift Prometeo heraus, um der Parteilinken ein Sprachrohr zu geben. Im März desselben Jahres, auf der Konferenz von Como, unterstützte der Großteil der Partei die Thesen der Linken. Bordiga weigerte sich, zu den Wahlen aufgestellt zu werden. Auf dem 5. Kongress der Kommunistischen Internationale legte er Thesen über die Taktik vor, die insbesondere gegen den rechten Revisionismus gerichtet waren, der die russische Partei bedrohte. Die Thesen werden abgelehnt. Auf dem (geheimen) Kongress der KPI in Neapel geriet er mit den auf Linie der Komintern stehenden Parteiführern aneinander.
1925 verteidigte er Trotzki gegenüber den Angriffen der Stalinisten, im Folgejahr hielt er Stalin in Moskau von Angesicht zu Angesicht vor, die Revolution verraten zu haben. Sein Hauptanliegen war der Kampf gegen den Opportunismus innerhalb der Komintern wie der KPI. Im Dezember wurde sein „Aktionsprogramm der Linken“ in der Zeitung Unitá veröffentlicht. 1926 nahm er klandestin am 3. Kongress der KPI in Lyon in Frankreich teil. Die „Lyoner Thesen“ der kommunistischen Linken wurden von der inzwischen stark veränderten Partei abgelehnt. Im März erfolgte die Teilnahme an den Sitzungen des 6. erweiterten Exekutivkomitees der Kommunistischen Internationale, (EKKI).
Er entwickelte eine Korrespondenz mit Linkskommunisten anderer Länder, zum Beispiel Karl Korsch. Im November 1927 wurde Bordiga von den Faschisten ohne Prozess zu drei Jahren Verbannung verurteilt. In seiner Abwesenheit wurde sein Haus verwüstet. 1927 erfolgte seine Verbannung auf Ustica und später auf Ponza, kleine Inseln vor der italienischen Küste. Zusammen mit Antonio Gramsci organisierte er Kurse für die Gefangenen zu wissenschaftlichen Themen. Dort schrieb er eine philosophische Abhandlung über ein Studium der Schriften Friedrich Engels’ und die kleine Einführung in Das Kapital von Karl Marx, Elemente der marxistischen Ökonomie. Ende des Jahres 1929 wurde Bordiga entlassen und unter Hausarrest gestellt.
1930 erfolgte sein Ausschluss aus der Kommunistischen Partei Italiens wegen „trotzkistischer Fraktionstätigkeit“. Er widmete sich seinem Beruf als Brückenbauingenieur, da der von 1930 bis 1943 andauernde Hausarrest unter ständiger Bewachung durch die politische Polizei der Faschisten ihm eine anderweitige Betätigung kaum möglich machte.
1943 wurde in Norditalien von Linkskommunisten und Anhängern Bordigas die Internationalistische Kommunistische Partei (Partito Comunista Internazionalista) gegründet. Nach dem Vorrücken der anglo-amerikanischen Truppen 1944 nahm er erste politische Kontakte mit alten Genossen in Süditalien auf.
Von 1945 bis 1968 arbeitete Amadeo Bordiga als führender Theoretiker in der Internationalistischen Kommunistischen Partei (später der Internationalen Kommunistischen Partei) mit, auch durch zahlreiche Veröffentlichungen in den Zeitungen der Partei Battaglia Comunista, Prometeo und Il Programa Comunista. Krankheits- und altersbedingt zog er sich 1968 aus dem Parteileben zurück. Amadeo Bordiga starb am 23. Juli 1970 in Formia an den Folgen eines Schlaganfalls.

## Einfluss
Jacques Camatte kam 1954 mit Bordiga in Kontakt, und dieser entwickelte eine langjährige Beziehung zu Camatte und übte ideologischen Einfluss auf ihn aus. Camattes frühes Werk liest sich sehr im Einklang mit der bordigistischen Strömung, und Bordiga trug gegen Ende seines Lebens häufig zu Camattes Zeitschrift Invariance bei. Selbst nach Camattes Bruch mit dem Marxismus nach Bordigas Tod stimmt Camattes Beschäftigung mit dem Thema „Gemeinwesen“ in Marx’ Werk mit Bordigas Betonung der antiindividualistischen und kollektivistischen Aspekte des Marxismus überein.
Bordiga beeinflusste auch Gilles Dauvé und hatte großen Einfluss auf die ultralinken Strömungen des zwanzigsten und einundzwanzigsten Jahrhunderts.
Die Stiftung Amadeo Bordiga wurde 1998 in Formia gegründet, in dem Haus, in dem Bordiga die letzten Monate seines Lebens verbrachte. Die Stiftung organisiert Veröffentlichungen von Bordigas Werken und fördert die Weiterentwicklung seiner Ideen.
Im August 2020 veröffentlichte Pietro Basso ausgewählte Texte Bordigas in englischer Übersetzung im Sammelband Historical Materialism The Science and Passion of Communism.

## Schriften
- Scritti 1911–1914. Graphos, 1996.
- Scritti 1914–1918. Graphos, 1998.
- Storia della Sinistra Comunista. Ediz. Il programma comunista, 1964.
- Struttura economica e sociale della Russia. Ediz. Il programma comunista, 1976.
- Dialogato con Stalin. Ediz. Prometeo, 1953. (online: Dialog mit Stalin.)
- Dialogato coi morti. Ediz. Il programma comunista, 1956. (online: Dialog mit den Toten.)
- In difesa della continuità del programma comunista. Ediz. Il programma comunista, 1971.
- Partito e classe, Ediz. Il programma comunista, 1972. (online: Partei und Klasse, Partei und Klassenaktion, Das demokratische Prinzip, Proletarische Diktatur und Klassenpartei, Gewalt und Diktatur im Klassenkampf.)